# Orkland
Orkland è un comune norvegese della contea di Trøndelag.